# Ferula hyrcana
Ferula hyrcana är en växtart i släktet Ferula och familjen flockblommiga växter.
Arten är en perenn ört som förekommer i Iran och södra Turkmenistan. Den beskrevs först som Dorema hyrcanum av Boris Kozo-Poljanskij 1921, och fick sitt nu gällande namn av Radosław Puchałka, Krzysztof Spalik, Parisa Panahi och Marcin Piwczyński 2015.